# Bumelant (album)
Bumelant – album studyjny polskiego rapera Pelsona. Wydawnictwo ukazało się 13 maja 2016 roku nakładem własnym w dystrybucji J&P.
Album dotarł do 17. miejsca polskiej listy przebojów – OLiS. Materiał był promowany teledyskiem do utworu „Rytm serca”.

## Lista utworów
Opracowano na podstawie materiału źródłowego.
| Nr  | Tytuł utworu                             | Produkcja     | Długość |
| --- | ---------------------------------------- | ------------- | ------- |
| 1.  | „Na dobry początek”                      | DJ Tort       | 2:45    |
| 2.  | „Mury i mosty”                           | Fleczer       | 3:28    |
| 3.  | „Bez emocji”                             | DJ Tort       | 3:10    |
| 4.  | „Latawce” (gościnnie: Grizzlee)          | DJ Tort       | 3:04    |
| 5.  | „Rytm serca”                             | Bonez         | 3:10    |
| 6.  | „Miasto”                                 | The Returners | 3:09    |
| 7.  | „Chce się żyć”                           | Gedz          | 2:18    |
| 8.  | „Za Kurtyna”                             | Fleczer       | 2:43    |
| 9.  | „Znaki szczególne” (gościnnie: Grizzlee) | Fleczer       | 4:20    |
| 10. | „W punkcie wyjścia”                      | DJ Tort       | 3:36    |
|     |                                          |               | 31:43   |